# Anna Kingsley
Pour les articles homonymes, voir Kingsley.
Anna Madgigine Jai Kingsley, née Anta Madjiguene Ndiaye le 18 juin 1793, morte en avril ou mai 1870, était une Africaine de l'Ouest, une princesse du peuple wolof, originaire du Sénégal (si on se rapporte aux frontières mises en place ultérieurement) qui a été réduite en esclavage et vendue à Cuba. Elle est devenue l'épouse de Zephaniah Kingsley, propriétaire de plantation et marchand d'esclaves, puis est elle-même devenue propriétaire de plantations.

## Biographie
Elle est née en 1793. Probablement d’ascendance royale, elle est capturée et séquestrée, à l'âge de 13 ans, puis envoyée à Cuba, où elle est achetée en 1806 par Zephaniah Kingsley, un marchand d'esclaves et propriétaire de plantations. 
Zephaniah Kingsley était devenu citoyen de la Floride espagnole depuis 1803, probablement parce que cela lui permettait de poursuivre son commerce international d'esclaves, à une époque où la Grande-Bretagne et les États-Unis s'apprêtaient à l'interdire,. Le gouvernement colonial espagnol lui octroie la plantation trois ans auparavant en échange de l'introduction d’environ 70 esclaves sur le territoire. Il fait d’Anta Madjiguene Ndiaye sa maîtresse puis son épouse. Elle devient ainsi Anna Kingsley. Ils ont quatre enfants ensemble. En 1811, Anna Kingsley obtient son émancipation juridique de ce statut d’esclave, et devient libre, ainsi que ses enfants. Elle a 18 ans. Son époux lui confie la responsabilité de ses plantations en Floride orientale, toujours placée sous la domination coloniale espagnole. Pendant 25 ans, le couple et ses enfants vivent dans leur plantation sur l'île de Fort George (qui fait partie de l'actuelle Jacksonville). 
Après la prise de contrôle de la Floride par les États-Unis en 1821, la menace de lois américaines discriminatoires pèse sur la famille multiraciale Kingsley. Le gouvernement espagnol reconnaissait les mariages interraciaux et permettait aux enfants métis d'hériter de biens, mais pas le régime américain à cette époque.  L’essentiel de la famille déménage à Haïti :  le gouvernement haïtien recrutait alors activement des Noirs libres sur le continent américain pour peupler l'île, leur offrant des terres et la citoyenneté. Kingsley meurt peu après, en septembre 1843, en se rendant à New York pour les affaires. Il est inhumé dans un cimetière quaker, et laisse un testament  en faveur de son épouse et de ses enfants. Mais Anna Kingsley doit retourner en Floride pour défendre ces décisions testamentaires, contestées par sa belle-famille  qui cherche à exclure Anna et ses enfants de l¨'héritage. L’affaire est jugée. Le tribunal honore finalement le traité entre les États-Unis et l'Espagne (lorsqu'en 1821, l'Espagne abandonne le contrôle de la Floride aux États-Unis, ces derniers acceptent d'honorer les droits des noirs libres du territoire) , et Anna obtient gain de cause, malgré un climat politique hostile aux Noirs. Elle s'installe dans le quartier d'Arlington à Jacksonville, où elle meurt en 1870 à l'âge de 77 ans.

## Postérité
La descendance d'Anna Kingsley fait partie de la classe supérieure afro-américaine pendant plus d'un siècle après sa mort : son arrière-petite-fille Mary Kingsley Sammis est l'épouse d'Abraham Lincoln Lewis (en), le premier millionnaire noir de Floride, et les descendants de Sammis et Lewis comprennent l’universitaire Johnnetta Betsch Cole (en), la conservationniste MaVynee Betsch (en) et le musicien de jazz John Betsch.
La plantation de Kingsley (Kungsley Plantation, également connue sous le nom de Zephaniah Kingsley Plantation Home and Buildings) est un site de leur ancien domaine à Jacksonville, en Floride. Il est situé à l'extrémité nord de l'île de Fort George, à Fort George Inlet, et a été intégré à la réserve écologique et historique de Timucuan, gérée par le Service des parcs nationaux des États-Unis. L'île abrite des preuves de la vie des Timucuas, un peuple précolombien, ainsi que les restes d'une mission franciscaine espagnole. Sous la domination britannique en 1765, une plantation a été établie qui a appartenu à plusieurs propriétaires, tandis que la Floride a été rétrocédée à l'Espagne puis aux États-Unis. La plus longue période de propriété a été celle d’Anna et Zephaniah Kingsley et de leur famille. Des Noirs libres et plusieurs propriétaires privés ont vécu dans la plantation jusqu'à son transfert à l'État de Floride en 1955. Elle a été acquise par le National Park Service en 1991. Les principales caractéristiques de la plantation de Kingsley sont la maison du propriétaire, construite probablement entre 1797 et 1798, qui est citée comme étant la plus ancienne maison de plantation encore existante dans l'État - ainsi qu'une maison-cuisine, une grange et les restes de 25 cabanes d'esclaves qui ont survécu à la guerre civile américaine, la guerre de Sécession (1861-1865). Les fondations de la maison, de la cuisine, de la grange et des quartiers d'esclaves ont été construites en  béton Tabby , ce qui les rend particulièrement durables. Les preuves archéologiques trouvées dans et autour de ces cabanes ont donné aux chercheurs un aperçu des modes de vie des esclaves récemment arrivés en Amérique du Nord.

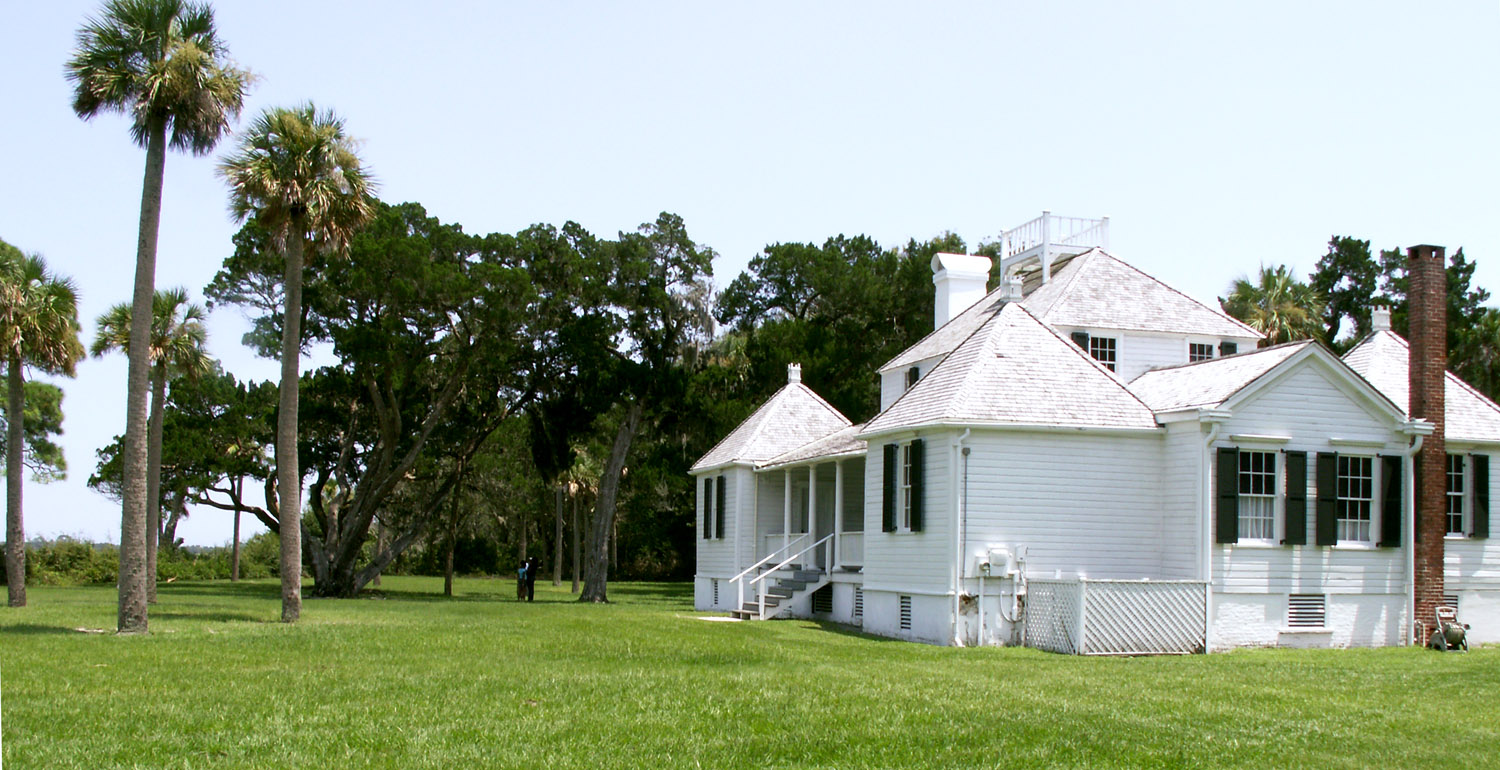
Maison des propriétaires dans la plantation Kingsley
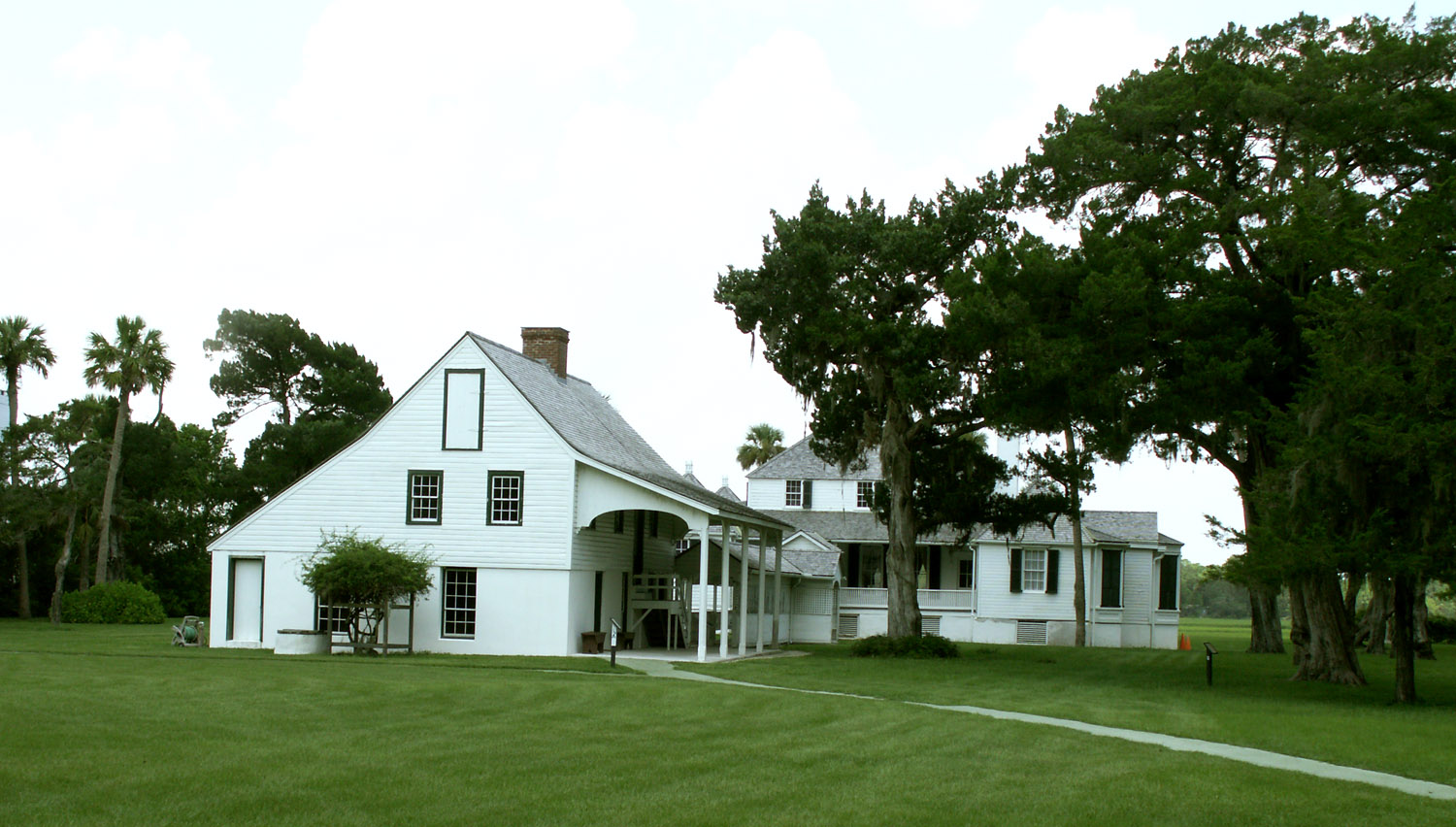
Derrière la maison des propriétaires, la Maam Anna House où vivaient Anna Kingsley et ses enfants
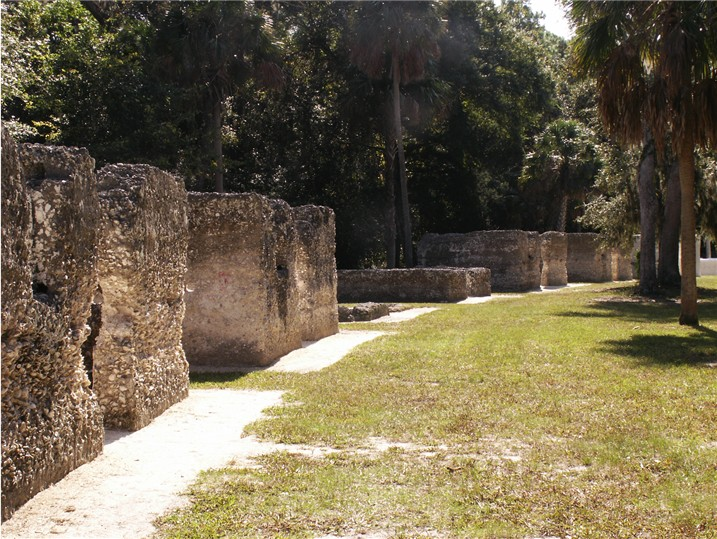
Ruines des maisons des esclaves de la plantation

Un historien et universitaire américain, Daniel Schafer, s’est particulièrement intéressé au parcours d’Anna Bringsley. En 1972, Daniel Schafer, qui vient alors d’arriver à Jacksonville pour devenir  professeur d’histoire à l’université du Nord de la Floride, visite, en touriste,  la Plantation Kingsley, et écoute le discours rôdé du guide sur cette histoire d’une princesse du Sénégal, Anna Madgigine Jai, arrivée dans le Nouveau Monde, comme esclave, achetée puis libérée par un planteur de Floride qui la reconnut officiellement comme sa compagne fidèle et la mère de ses enfants, lui laissant à sa mort des biens et son nom . Daniel Schafer voit une façon d’explorer l’histoire de la traite des esclaves et de l’esclavage, en partant du royaume du Djolof jusqu'à La Havane, la Floride et Haïti, à partir des pérégrinations de cette enfant esclave (elle a treize ans lorsqu’elle passe la « porte du non-retour », probablement sur l’île sénégalaise de Gorée, et fait ses adieux à la terre africaine), puis de son parcours, devenue une femme adulte.  Il s’appuie sur les archives,  s’entretient avec d’autres historiens, identifie les faits historiques. Il se rend au Sénégal, y rencontre Mbaye Guèye, chef du département d'histoire de la faculté des lettres et sciences humaines de l'Université de Dakar  et interroge également les récits et mémoires des griots sénégalais,. Une traduction de l'ouvrage de Daniel Schafer est parue en français en 2020, chez Albin Michel.
En 2018, des célébrations sont organisées également au Sénégal en l'honneur d’Anna Kingsley, comme un retour symbolique dans son pays natal. Une rue de la ville de Rufisque est rebaptisée en son honneur.